# 柴山自然公園
柴山自然公園，位於台灣高雄市西麓的柴山地區，其成立源自於1992年時的高雄市市民自主護山運動，期間包括數個環保團體與台灣政府各單位的協商，以及萬人連署運動等等。吳敦義市府於1997年公佈「高雄市壽山自然公園管理辦法」，明訂鼓山區海拔10公尺以上及西部海岸以東之柴山地區劃定為柴山自然公園的範圍。2011年成為壽山國家自然公園。

## 歷史
- 1992年5月1日，高雄地區環保人士成立柴山自然公園促進會（柴山會），進行推動柴山自然公園的成立，並與高雄市野鳥保護協會和中華民國自然生態保育協會共同舉辦生態解說員訓練。[1]
- 1993年5月13日，柴山會發文台灣內政部促請將柴山成立自然公園。
- 1993年5月19日，內政部回函移送高市府工務局。
- 1993年8月7日，柴山會向台灣監察院陳情，監委趙榮耀召開研討成立「壽山自然公園」相關事宜。
- 1994年7月10日，柴山會於登山口發起三萬人簽名催生柴山自然公園。
- 1995年1月8日，柴山會發函要求農委會依據新版野生動物保育法，劃設「柴山野生動物保護區」
- 1995年11月7日，吳敦義市府爭取壽山為自然公園，內政部原則上同意，並依據市府所定的「高雄市壽山自然公園管理辦法」規定。
- 1997年7月23日，「壽山自然公園推動委員會」第一次開會，針對自然公園範圍進行討論，與會軍方代表同意將軍方未開放地區也納入公園範疇，受自然公園管理辦法管制。
- 1997年10月1日，「壽山自然公園推動委員會」第二次會議確定自然公園範圍包括西部海岸、中山大學及台泥礦區等高線十公尺以上，幾乎涵蓋整個柴山。
- 1998年3月29日，高雄市建設局開始為期10天淨山活動。
- 2000年6月16日，柴山會、高雄市教師會、中華電信工會高雄分會向謝長廷市府陳情要求拆除柴山地區違章建築。
- 2000年6月22日，謝長廷市府拆除當時立法委員林宏宗所違建的花園，現場並引發暴力衝突，當地違建土雞城業主麥端憲毆傷環保團體人士李根政及楊娉育。[2][3][4]
- 2000年9月4日，高雄市動員官警六百多人進行淨山活動及違建拆除作業。
- 2002年5月20日，成立壽山自然公園警察隊。
- 2011年12月6日，「壽山國家自然公園」開園

## 台灣獼猴自然生態保護區

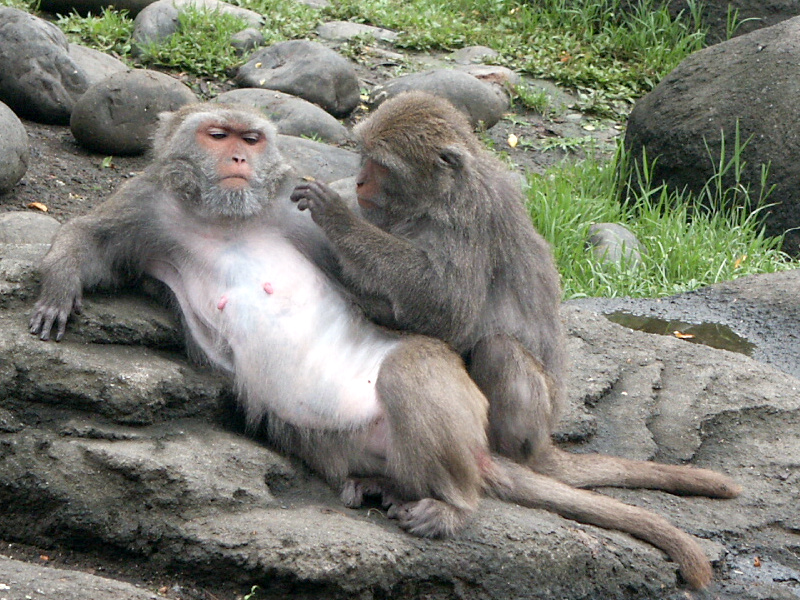
正在理毛的台灣獼猴，左為母猴，右為公猴

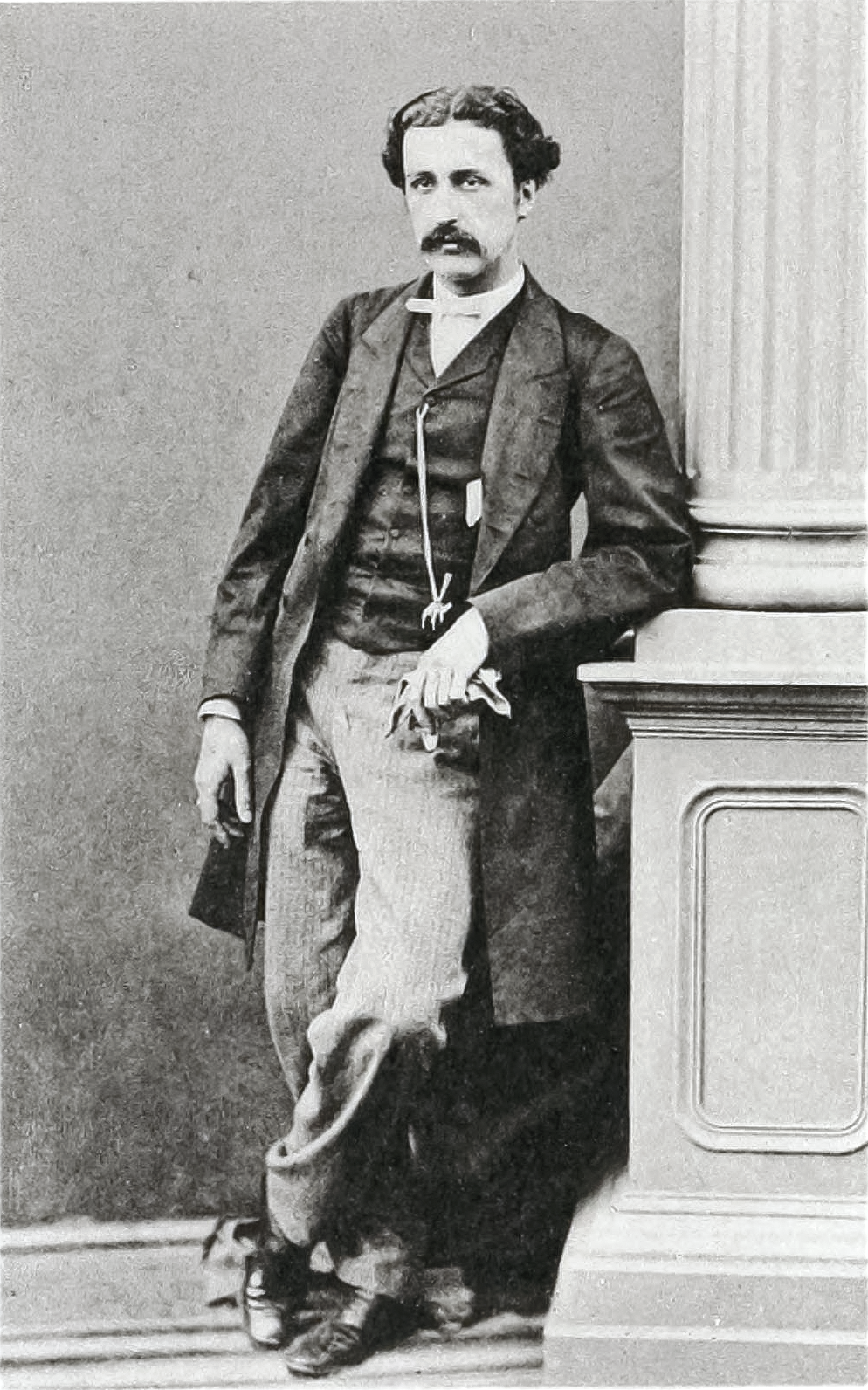
讓台灣獼猴躍上國際舞台的英國首任駐台領事史溫侯

台灣獼猴首次登上國際舞台是由於在1865年時英國首任駐台領事史溫侯運送一對獼猴至英國倫敦，經比對後發現是台灣特有種，因此將台灣獼猴命名為Formosan rock-monkey。柴山上的台灣獼猴自然生態保護區的位置約在龍泉寺旁兩公里之處，但是由於猴群與人類的互動增加以及遊客的不當餵養，部分學者也擔憂柴山上的獼猴族群正逐漸喪失野地裡生存的本能。

## 木棧道規劃
為減少對地表草本植物的破壞，柴山地區主要登山路線所鋪設的步道皆是木棧道，並設有涼亭和急救站。主要路徑有二，一是從龍泉寺側的入口，另一則是由動物園旁進入木棧道。而區內現所採用的木棧道不會直接與表土接觸，優點是可以減少對地表草本植物的破壞，且小型動物可在木棧道之下活動。

## 物種危機
近年來，由於柴山開放民眾自由進出，也造成私闢休息區泛濫，外來登山客不斷引入園藝植物栽植，以致長期下來已有多種園藝植物入侵柴山森林，其中以黃金葛、吊竹草最為嚴重，此二種植物可以進入原生林的地被，形成優勢之族群並擠壓原生植物的生存空間，導致植被單一化。也因為木棧道在柴山的大量鋪設，許多湧入的登山客也大量盜採及破壞棧道週邊的植物。據統計，2003年時，北柴山步道旁的密毛魔芋被破壞率高達15％。
另外，1989年柴山開放後，由於台灣保育意識抬頭，使得台灣獼猴族群大增，獼猴成群向登山客索食，甚或因向遊客或當地居民搶食甚而咬傷遊客的情況時有所聞。且由於長期的餵食，導致獼猴數量激增並衝擊猴群間原始的互動，已嚴重影響柴山上獼猴健康的成長，慢慢喪失了在森林中覓食的能力。且部分柴山獼猴被台灣農委會家畜衛生試驗所檢驗出感染人畜共通的猿猴B病毒，更增加與人類與獼猴間接觸的風險。而除人畜接觸產生的疾病與猴群原始覓食的問題之外，由於猴群生活習性的改變，與人類社區互動的情形日益頻繁，也增加了其他衍生的社會問題。
除此之外，柴山地區被人類棄養而日益增多的野狗族群也開始威脅當地保育動物的生存空間，在2006年柴山駐軍即曾通報發現野狗咬死山羌的案例。